# Дедков, Леонид Николаевич
Леонид Николаевич Дедков (бел. Леанід Мікалаевіч Дзядкоў) — белорусский военачальник, заместитель председателя Комитета государственной безопасности Республики Беларусь по разведывательной деятельности (2010—2013).

## Биография
Родился в октябре 1964 года.
Работал заместителем начальника Управления КГБ Республики Беларусь по Минску и Минской области. 26 мая 2004 года присвоено звание полковника.
С 10 июля 2008 года по 22 января 2010 года работал начальником Управления КГБ Республики Беларусь по Брестской области.
С 22 января 2010 по 2013 год работал заместителем Председателя КГБ Республики Беларусь по кадровому обеспечению и организационной работе.
В 2011 году, после проведения президентских выборов в Белоруссии 2010 года, которые Европейским союзом были признаны недемократическими, а также силового разгона акции протеста в Минске 19 декабря 2010 года, был включен в список белорусских государственных деятелей и чиновников, на которых ЕС были наложены санкции. В 2012 году Совет Европейского союза признал Л. Н. Дедкова ответственным за внешнюю разведку, а также за репрессивную работу КГБ против гражданского общества и демократической оппозиции.
21 февраля 2012 года Л. Н. Дедкову присвоено воинское звание генерал-майора.
В сентябре 2012 года как заместитель Председателя КГБ Республики Беларусь участвовал в открытии в деревне Замостье Слуцкого района памятного знака в честь легендарного советского разведчика Михаила Мукасея.
Уволен с должности заместителя Председателя КГБ Республики Беларусь по кадровому обеспечению и организационной работе в 2013 году указом Президента Республики Беларусь с грифом секретности. В июле 2013 года А. Лукашенко сообщил о задержании сотрудника белорусских спецслужб, из-за предательства которого была раскрыта и пострадала иностранная резидентура. Осенью журналисты заметили, что на сайте КГБ из перечня заместителей председателя ведомства исчезла фамилия генерал-майора Леонида Дедкова, который в структуре спецслужбы курировал вопросы внешней разведки. В ноябре 2013 года указом Президента Республики Беларусь генерал Дедков исключен из состава коллегии КГБ Республики Беларусь. 4 апреля 2014 года на вакантное место заместителя председателя Комитета государственной безопасности Республики Беларусь назначен О. А. Чернышев.
С июля 2018 года работает советником по развитию в ООО «ГлобалГен», дистрибьюторе лабораторного оборудования и оборудования для пищевой индустрии.
Увлекается бильярдом, участвует в турнирах в Российской Федерации в составе команд ветеранов КГБ Республики Беларусь.